# Klapagading
Klapagading is een bestuurslaag in het regentschap Banyumas van de provincie Midden-Java, Indonesië. Klapagading telt 10.221 inwoners (volkstelling 2010).